# 龍潭體育園區
龍潭體育園區是位於桃園市龍潭區興建中的綜合性體育園區。園區占地4.18公頃，包含1座棒壘球場、1座曲棍球及足球二合一球場和體適能中心，興建工程於2018年11月6日動土，預計2021年8月完工。

## 設施介紹

### 體適能中心
本中心將設有羽球場、飛輪教室、重量訓練、韻律教室等設施。

### 曲棍球及足球二合一球場
本場地已於2019年10月9日竣工啟用，是國內唯一獲得國際曲棍球總會認證的球場，首場賽事為2019年中華民國全國運動會曲棍球比賽。